# ام‌وی تویوتا

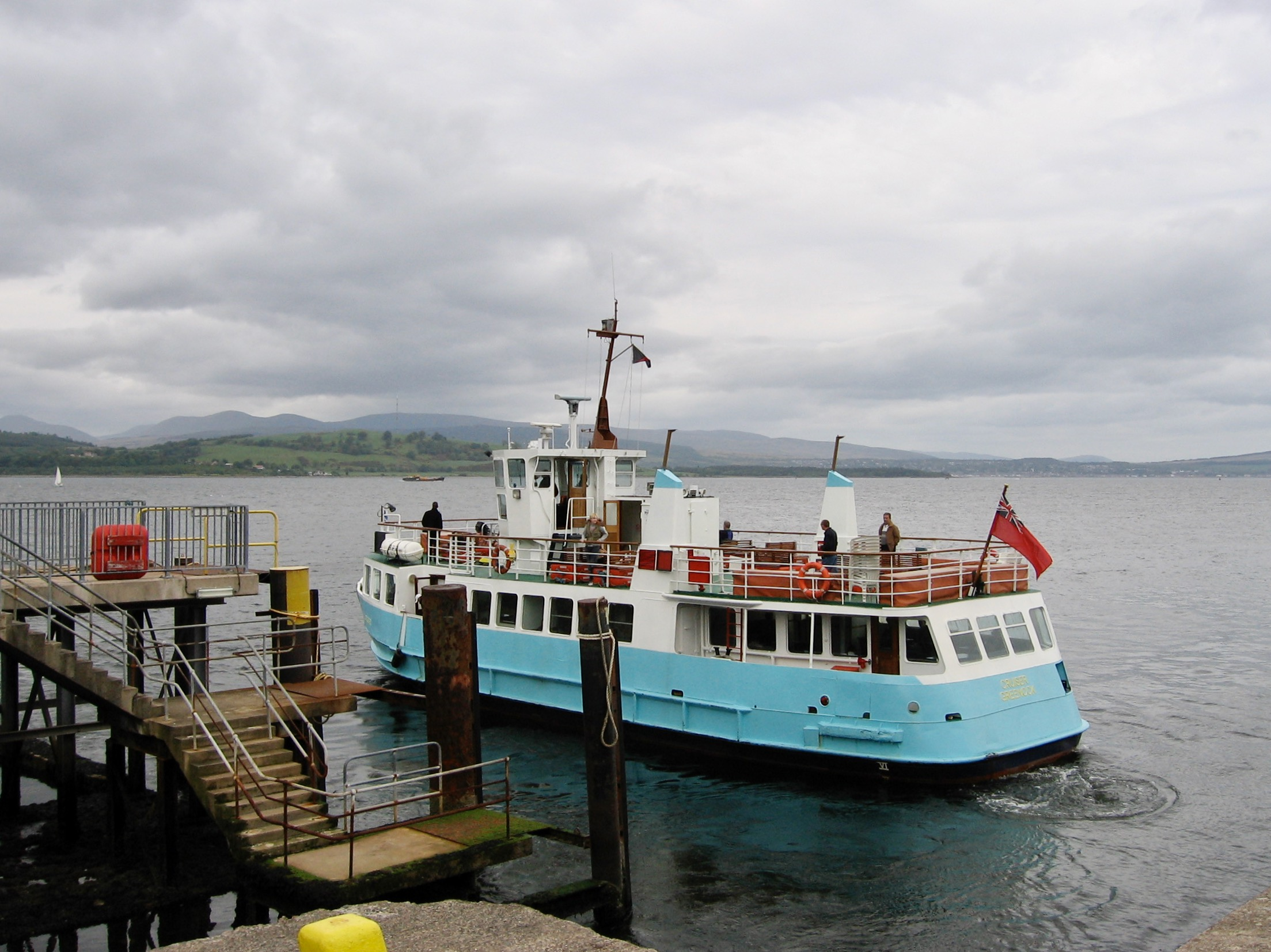
ام وی تویوتا

ام‌وی تویوتا (به انگلیسی: MV Cruiser) یک کشتی است که طول آن ۲۴ متر (۷۸٫۷ فوت) می‌باشد. این کشتی در سال ۱۹۷۴ ساخته شد.